# Stiftung Kirchenburgen

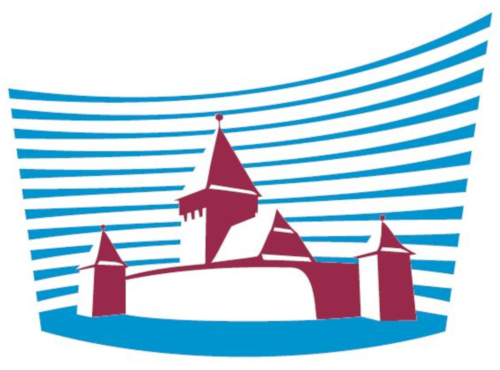
Stiftung Kirchenburgen

Die Stiftung Kirchenburgen der Evangelischen Kirche A. B. in Rumänien, kurz Stiftung Kirchenburgen (rum. Fundația Biserici Fortificate) ist eine Einrichtung im Bereich der Denkmalpflege in Rumänien. Sie wurde 2015 gegründet und hat ihren Sitz in Sibiu (dt. Hermannstadt). Ziel der Stiftung sind der langfristige Erhalt und die Pflege des Kulturerbes der Evangelischen Kirche Augsburgischen Bekenntnisses in Rumänien, insbesondere der rund 165 Kirchenburgen in Siebenbürgen, von denen sich ein Teil seit den 1990er-Jahren auf der UNESCO-Welterbe-Liste befindet.

## Geschichte

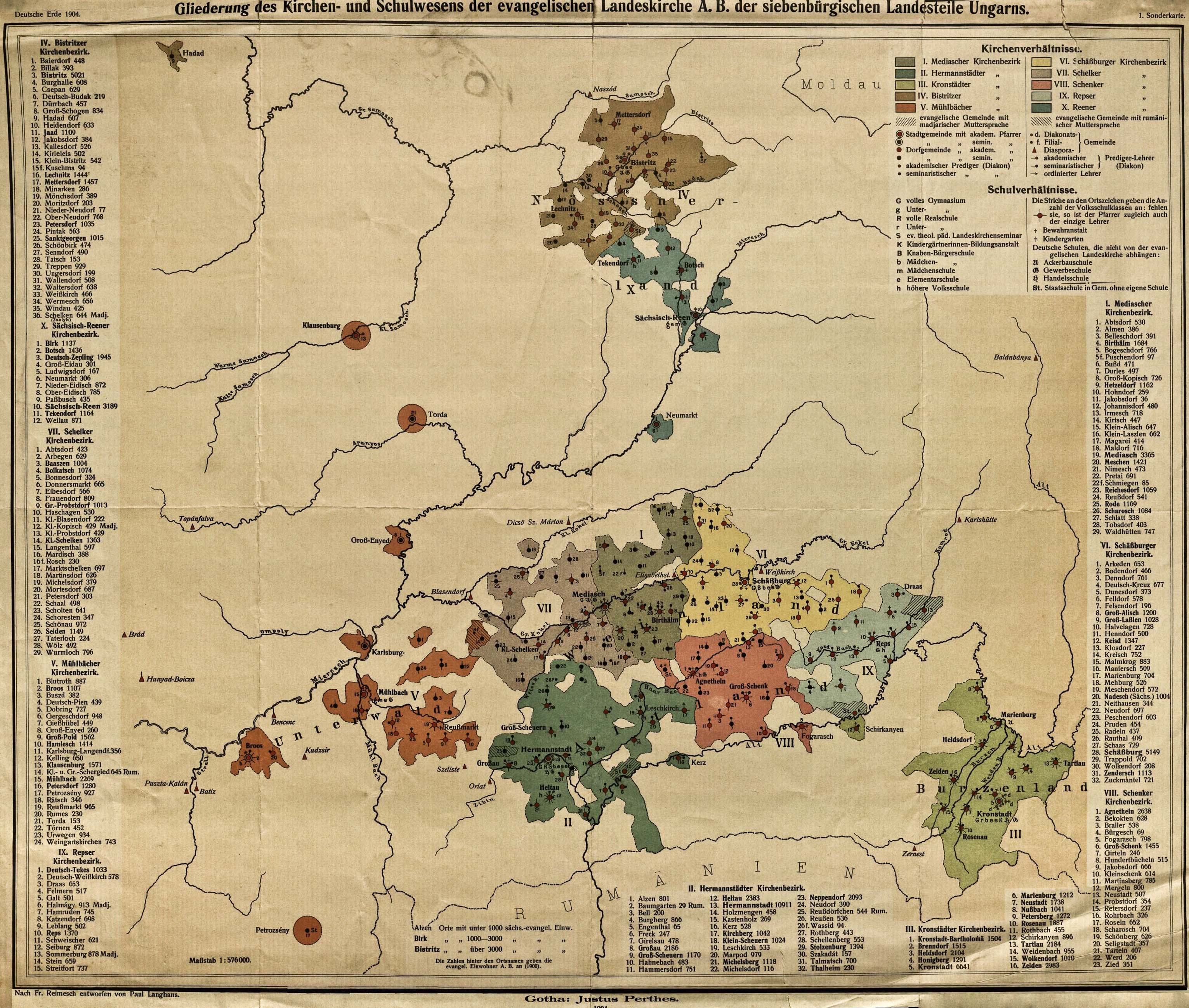
Gliederung der Evangelischen Landeskirche A. B. in Siebenbürgen (1904)

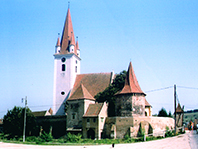
Die Kirchenburg von Großau (Cristian, jud. Sibiu)

Die siebenbürgisch-sächsischen Kirchenburgen stehen unter der Verwaltung der Evangelischen Kirche A. B. in Rumänien, ihrer Gemeinden und Kirchenbezirke. Die Pflege und Instandhaltung der Gebäude wurde seit der Errichtung über viele Generationen von den Dorfbewohnern besorgt. Aufgrund der Auswanderung vieler Siebenbürger Sachsen wird ein großer Teil dieser Kirchen seit den 1990er-Jahren nur noch selten oder überhaupt nicht mehr für Gottesdienste genutzt.
Im Jahr 2007 wurde daher am Landeskonsistorium der Evangelischen Kirche A. B. in Rumänien die Leitstelle Kirchenburgen als Projektbüro zur Koordinierung der denkmalpflegerischen Maßnahmen bezüglich der Kirchenburgen eingerichtet. Die Arbeit der Leitstelle wurde entscheidend von der Deutschen Gesellschaft für Technische Zusammenarbeit (GTZ) unterstützt.

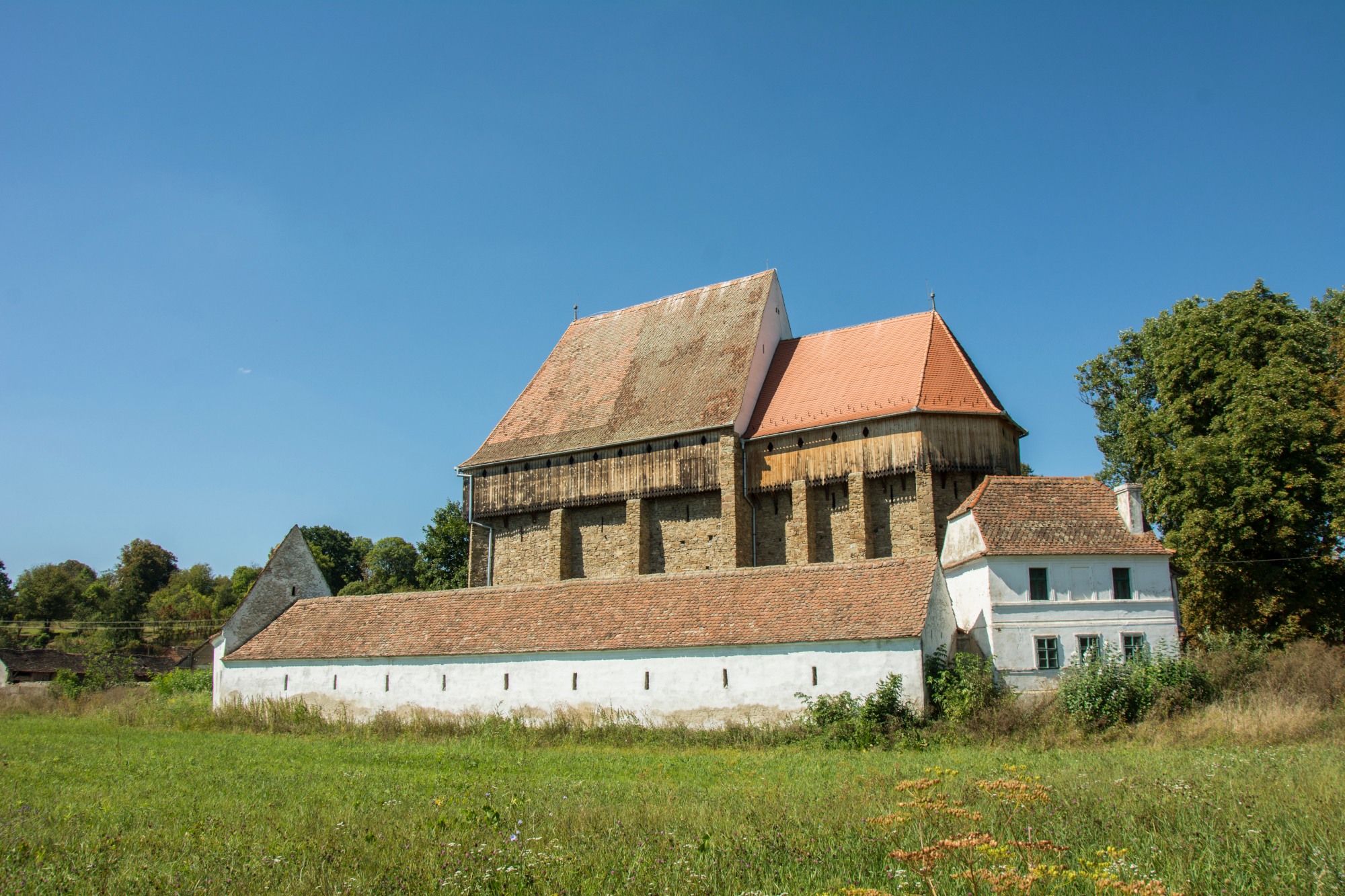
Kirchenburg von Henndorf (Brădeni)

Nach etwa siebenjähriger Tätigkeit der Leitstelle wurde mit den Vorbereitungen zum Aufbau einer Stiftung nach rumänischem Stiftungsrecht begonnen. Im Herbst 2015 wurde schließlich die Stiftung Kirchenburgen gegründet, deren Wirken auf den Vorarbeiten des Projektbüros der Leitstelle basiert.

## Struktur
Die Stiftung Kirchenburgen hat ein elfköpfiges Kuratorium, das die Stiftungsgeschäfte beaufsichtigt und den Vorstand entlastet. Der Vorstand lenkt die Arbeit der Stiftung und trifft wichtige Entscheidungen. Alle Positionen im Kuratorium und im Vorstand sind ehrenamtlich besetzt. 
Die operative Arbeit erfolgt durch die Angestellten im Team des Stiftungsbüros.
Schirmherrschaft
Derzeit (Januar 2022) tragen der rumänische Staatspräsident Klaus Werner Johannis und der deutsche Bundespräsident
Frank-Walter Steinmeier die gemeinsame Schirmherrschaft über die Stiftung. Nach der Gründung hatten bereits die seinerzeitigen Staatsoberhäupter Traian Băsescu und Joachim Gauck die Schirmherrschaft übernommen.
Förderverein
Seit dem Frühjahr 2015 wird die Arbeit der Stiftung Kirchenburgen durch einen Förderverein unterstützt. Dieser ist als gemeinnützige Einrichtung anerkannt und in das Berliner Vereinsregister eingetragen. Ziel des Vereins ist es, sowohl die Arbeit der Stiftung Kirchenburgen finanziell zu unterstützen als auch begleitende Projekte sowie Öffentlichkeitsarbeit im Sinne der Stiftung Kirchenburgen in Deutschland eigenständig durchzuführen.

## Tätigkeit

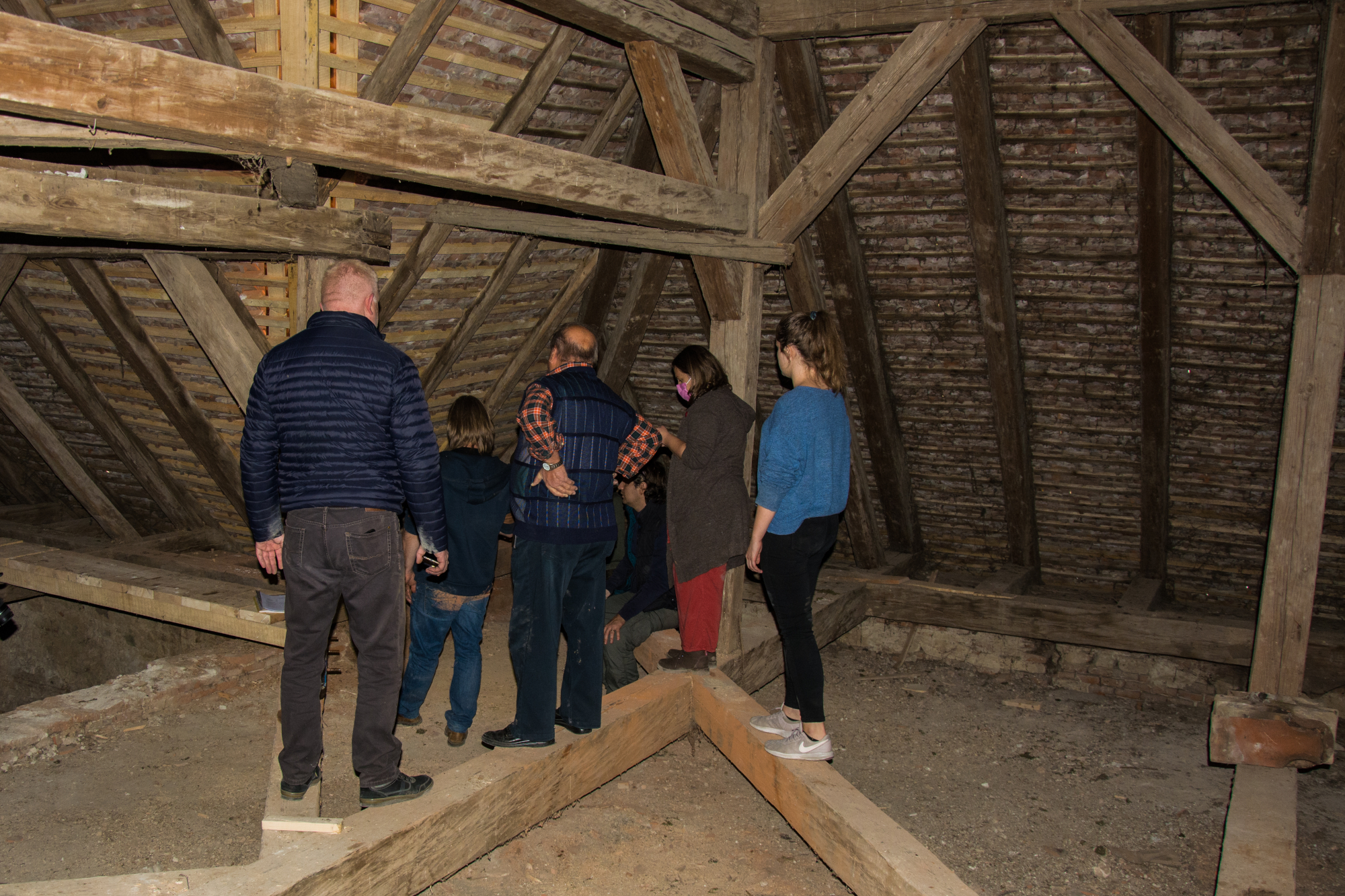
Mitarbeiter der Stiftung Kirchenburgen mit Fachleuten und Eigentümervertretern während einer Begehung des Dachstuhles der evangelischen Kirche von Großlasseln (Laslea) nach den Instandsetzungsarbeiten im Jahr 2021

Im operativen Bereich befasst sich die Stiftung Kirchenburgen hauptsächlich mit baulichen und konservatorischen Maßnahmen an den Kirchenburgen und mobilen Kulturgütern. Sie erstellt Konzepte und entwickelt Strategien zum Erhalt der Kirchenburgenlandschaft. Des Weiteren stellen Bildungsarbeit, Öffentlichkeitsarbeit sowie die Organisation von Kultur- und Fachveranstaltungen, Fachtourismus und Fundraising Kernarbeitsfelder der Stiftung dar. Seit 2016 hat die Stiftung eine Reihe einschlägiger Publikationen in mehreren Sprachen veröffentlicht, z. B. Kirchen und Kirchenburgen in Siebenbürgen (deutsch, rumänisch und englisch; in dritter Auflage), The Transylvanian Landscape of Fortified Churches. A European Cultural Heritage (englisch, deutsch, rumänisch und französisch), Ghid pentru îngrijitorii bisericilor fortificate, Kirchenburgen Rätselspaß, Im Dialog mit Bischof Georg Daniel Teutsch und viele andere mehr.
Die Tätigkeiten der Stiftung finden oft in enger Kooperation mit lokalen, regionalen und internationalen Partnerorganisationen statt. Wichtige Förderer sind etwa die Beauftragte der deutschen Bundesregierung für Kultur und Medien (Bonn), die US-Botschaft (Bukarest), das Deutsche Kulturforum östliches Europa (Potsdam), die Regierung Rumäniens (etwa über das Département für Interethnische Beziehungen im Generalsekretariat der Regierung Rumäniens, über die Auslandsvertretungen sowie andere öffentliche Einrichtungen), das Demokratische Forum der Deutschen in Rumänien sowie das Bayerische Staatsministerium für Familie, Arbeit und Soziales (München). Die Heimatortsgemeinschaften der Siebenbürger Sachsen sind an vielen Projekten der Stiftung als Unterstützer oder Partner beteiligt. Ebenso hat sich in den vergangenen Jahren eine regelmäßige Zusammenarbeit mit Universitäten und anderen Einrichtungen der akademischen Welt ergeben.